# Ceratopogon abdominalis
Ceratopogon abdominalis är en tvåvingeart som beskrevs av Tokunaga 1940. Ceratopogon abdominalis ingår i släktet Ceratopogon och familjen svidknott. Inga underarter finns listade i Catalogue of Life.